# Слуда (Тотемский район)
Слуда — деревня в Тотемском районе Вологодской области.
Входит в состав Медведевского сельского поселения, с точки зрения административно-территориального деления — в Медведевский сельсовет.
Расположена на правом берегу реки Сухона. Расстояние до районного центра Тотьмы по автодороге — 19,9 км, до центра муниципального образования посёлка Камчуга  по прямой — 11 км. Ближайшие населённые пункты — Заборная, Неклюдиха, Тихониха.
По переписи 2002 года население — 9 человек.